# Castrillón
Castrillón est une commune (concejo aux Asturies) située dans la communauté autonome des Asturies en Espagne.

## Personnalités liées à la commune
- Ángela Vallina (1959-), femme politique espagnole œuvrant pour les droits des femmes, ancienne maire de la ville[1];